# Вень Клавдія Василівна
Клавдія Василівна Вень (нар. 1916, місто Жмеринка, Російська імперія, тепер Вінницької області — ?) — українська радянська діячка, новатор виробництва, машиніст паровозного депо, завідувач лабораторії залізничної станції Стрий Дрогобицької області. Депутат Верховної Ради УРСР 2-го скликання.

## Життєпис
Народилася в родині робітника-залізничника, машиніста бронепоїзда. Закінчила семирічну школу, школу фабрично-заводського навчання у Жмеринці, де здобула спеціальність токаря.
Трудову діяльність розпочала у 1931 році на залізничному транспорті. За короткий час оволоділа професією електрозварника і стала однією з найкращих стахановок депо станції Жмеринка. У 1938 році почала працювати помічником паровозного машиніста в залізничному депо станції Чернігів.
Після захоплення Галичини Червоною армією, у квітні 1940 року направлена на роботу машиністом в залізничне депо станції Стрий Дрогобицької області.
Під час німецько-радянської війни у 1941 році переведена у  депо залізничної станції Сальськ Ростовської області, працювала паровозним машиністом на прифронтових магістралях. У 1941—1942 роках водила поїзди на підступах Сталінграда, Донбасу, Ростова-на-Дону, доставляючи на фронт бойову техніку та боєприпаси.
У 1944—1946 роках — машиніст паровозного депо залізничної станції Стрий Дрогобицької області. Була ініціатором передових методів праці, зокрема лунінських методів водіння великовагонних поїздів.
З початку 1946 року — завідувач лабораторії залізничної станції Стрий Дрогобицької області.

## Нагороди
- медаль «За доблесну працю у Великій Вітчизняній війні 1941—1945 років»
- значок «Ударник Сталінського призову» (двічі)
- значок «Відмінний паровозник»
- значок «Почесний залізничник»